# Quite Contrary
Quite Contrary is het zevende studioalbum (het negende album in totaal) van de Amerikaanse queercore-band Pansy Division. Het werd op 9 september 2016 uitgegeven door Alternative Tentacles. Het album bevat een cover: het nummer "It's a Sin" van het Britse duo Pet Shop Boys.

## Nummers
1. "He's Trouble" - 3:15
2. "Love Came Along" - 3:38
3. "You're on the Phone" - 2:22
4. "Kiss Me at Midnight (New Year's Eve)" - 3:45
5. "Halfway to Nowhere" - 3:06
6. "Work on It, Babe" - 3:01
7. "I'm the Friend" - 2:27
8. "Blame the Bible" - 3:38
9. "Mistakes" - 2:07
10. "It's a Sin" - 3:37
11. "My Heart Aches for You" - 2:09
12. "(Is This What It's Like) Getting Old" - 2:52
13. "Too Much to Ask" - 3:11
14. "Something Beautiful" - 4:49

## Band
- Jon Ginoli - gitaar, zang
- Chris Freeman - basgitaar, zang
- Luis Illades - drums, slagwerk
- Joel Reader - gitaar, zang